# Per Gren
Per Gren, född 4 maj 1851 i Gustafs socken i Skåne, död 3 februari 1930 i Lund, var en svensk läkare.
Per Gren var son till soldaten Jöns Gren. Han avlade mogenhetsexamen i Malmö 1872, blev medicine kandidat 1881 och medicine licentiat 1886 i Lund. Efter olika förordnanden blev han 1886 praktiserande läkare i Hörby och 1891 i Lund. Där kom han att verka i nära 40 år som allmänpraktiker och förvärvade ett högt anseende. Vid Lunds universitets jubelfest 1918 kallades han till medicine hedersdoktor.
Gren var även järnvägsläkare vid Hörby-Tollarps Järnväg mellan 1886 och 1891 samt vid Gärds härads järnväg mellan 1887 och 1888.
Gren gifte sig den 2 oktober 1900 med Anna Theresia Bartlett, född 15 augusti 1868 i Jakobs församling i Stockholm. Gren var bror till läraren och författaren Lina Gren-Nilsson.